# Otto Gademann
Otto Gademann (* 23. Mai 1892 in Apolda; † 20. März 1971 in Luzern) war ein deutscher Rechtsanwalt.

## Werdegang
Gademann verbrachte die ersten fünf Jahre seines Lebens in seiner Geburtsstadt Apolda. Als sein Vater die Leitung der Textil-Großhandlung Guttmann angetragen wurde, siedelte die Familie 1897 nach München über. Das kaufmännische Geschick und Fachkenntnis des Vaters brachte der Familie bald Wohlstand und Ansehen. Sie bezog in Nymphenburg eine geräumige Villa an der Flüggenstraße.
Sohn Otto besuchte das Theresien-Gymnasium, an dem er das Abitur ablegte, und nahm an der Universität München ein Studium der Rechtswissenschaften auf. Der Erste Weltkrieg unterbrach seine Ausbildung. Zwischen 1914 und 1918 war er Kriegsteilnehmer, dann juristischer Berater der bayerischen Einwohnerwehrleitung. 1921 wurde er zum Dr. juris utriusque promoviert. Anfangs war er in einer Anwaltskanzlei am Stachus tätig, später baute er eine eigene Kanzlei in der Schwanthalerstraße auf. 1924 war er Verteidiger Hermann Kriebels im Hitler-Prozess.
Freundnachbarliche Beziehungen bestanden zur Familie Reiner, den Inhabern der Telefonfabrik Fr. Reiner München. Nach dem Tod des Firmengründers bat die Witwe Therese Reiner Gademann, die Geschäftsbücher durchzusehen. Er deckte Unregelmäßigkeiten in der Betriebsleitung auf und wurde nach Entlassung des Geschäftsführers als Treuhänder der Firma eingesetzt. Später wurde ihm zur Sanierung die Werksleitung übertragen, 1939 wurde er Gesellschafter des Unternehmens. Er erneuerte den Maschinenpark und gewann neue Auftraggeber, darunter Siemens & Halske, für die er Zulieferer wurde. Im Rahmen des Notstandsprogramms der bayerischen Regierung während der Wirtschaftskrise, erhielt die Reinersche Telefonfabrik den Auftrag der Bayerischen Post zum Bau von Zwischenstellen, für die Eisenbahn wurde ein Tischfernsprecher entwickelt. Eine dreipolige Bahnsteckdose mit
Stecker wurde entwickelt. 
Der von Gademann eingeleitete wirtschaftliche Aufschwung setzte sich fort. Während der Wiederaufrüstung der Wehrmacht gewann er den Auftrag, Feldfernsprecher für das Heer zu produzieren, außerdem Klappenschränke und Vielfachfelder für Vermittlungsstellen. Für die Heeresversuchsanstalt Peenemünde lieferte die Firma Messgeräte und Apparate zur Berechnung und Steuerung der Raketenflugbahnen. Zudem blieb er wichtiger Zulieferer für die Reichsbahn. Während der Luftangriffe auf München ließ er Teile der Produktion nach Lindenberg (Allgäu) und Oberammergau auslagern. Nach Kriegsende baute er die schwer beschädigten Produktionsstätten an der Münchner Jahnstraße wieder auf.

## Ehrungen
- 1952: Verdienstkreuz (Steckkreuz) der Bundesrepublik Deutschland